# 27098 Bocarsly
27098 Bocarsly è un asteroide della fascia principale. Scoperto nel 1998, presenta un'orbita caratterizzata da un semiasse maggiore pari a 2,4415483 UA e da un'eccentricità di 0,0760270, inclinata di 3,75894° rispetto all'eclittica.